# Plant Biosystems
Plant Biosystems (abreviado Pl. Biosystems) es una revista con ilustraciones y descripciones botánicas que es editada en Italia por la Società Botanica Italiana. Se publica desde el año 1997 comenzando con el número 131, hasta ahora. Fue precedida por Giornale Botanico Italiano.